# Чевкинит
Чевкинит — минерал островного строения из группы силикатов, содержит силикаты кальция, церия, тория, железа, титана и других металлов. 
Цвет чёрный. Твёрдость ~ 5,5; плотность ~ 4400–4930 кг/м3. 
Химическая формула (Ce,La,Ca,Th)₄(Fe²⁺,Mg)(Fe²⁺,Ti,Fe³⁺)₂(Ti,Fe³⁺)₂(Si₂O₇)₂O₈.
Своё имя минерал получил в честь начальника штаба Корпуса горных инженеров в Петербурге сенатора Константина Владимировича Чевкина.